# Filip Osman
Filip Osman (Филип Осман; sinh ngày 21 tháng 12 năm 1991 ở Beograd) là một tiền vệ bóng đá Serbia thi đấu cho Bežanija.